# کنستانتین بزرگ و مسیحیت

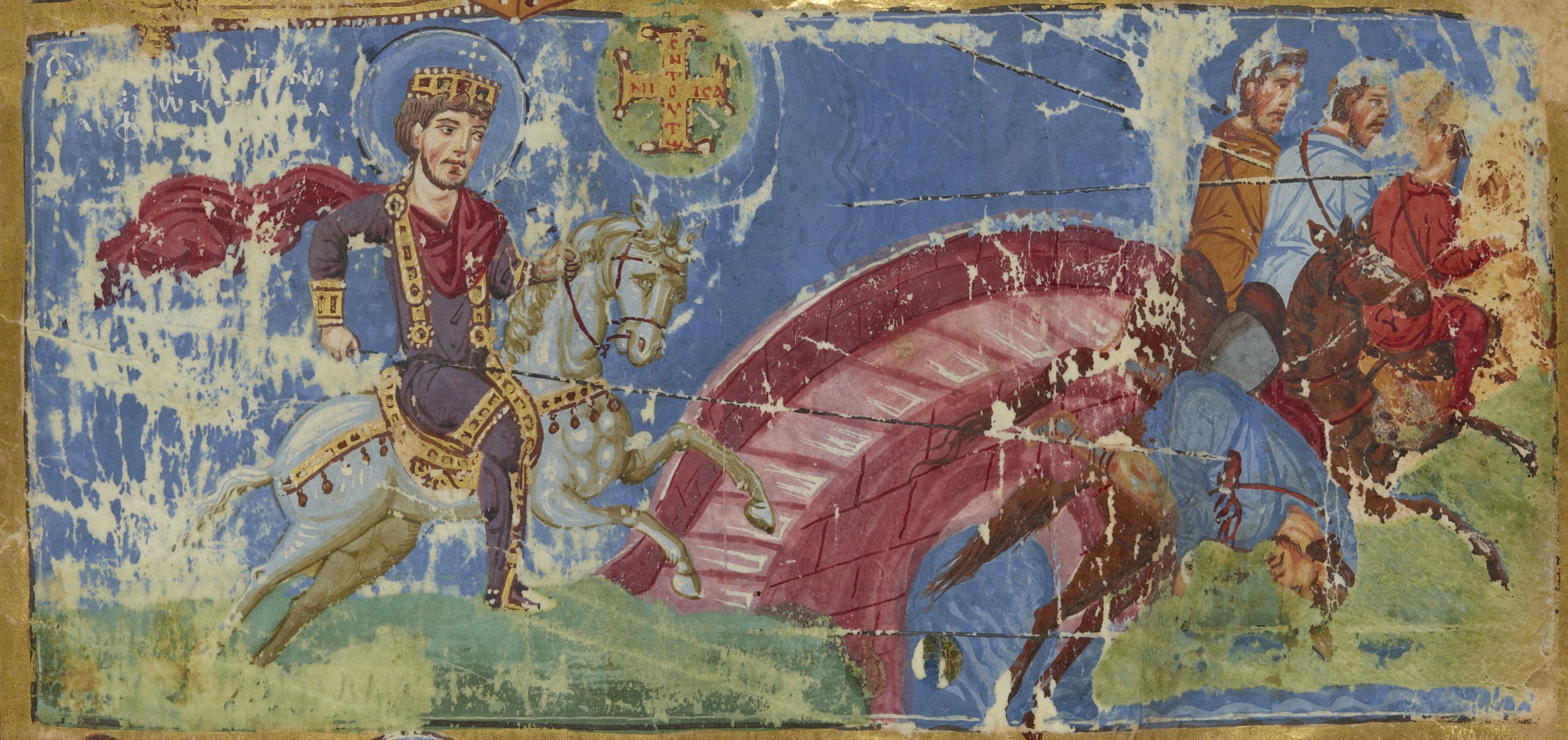
چشم‌انداز کنستانتین و نبرد پل میلوین در یک دست نوشته بیزانسی قرن نهم.

کنستانتین بزرگ و مسیحیت (انگلیسی: Constantine the Great and Christianity) در طول سلطنت امپراتور روم کنستانتین بزرگ (۳۰۶–۳۳۷ پس از میلاد)، مسیحیت شروع به انتقال به دین مسلط امپراتوری روم کرد. مورخان در مورد دلایل کنستانتین برای طرفداری از مسیحیت نامطمئن هستند، و متکلمان و مورخان اغلب در مورد این که او از کدام شکل از مسیحیت اولیه پیروی می‌کرد توافق ندارند. در مورد اینکه آیا او مسیحیت مادرش سنت هلنا را در جوانی پذیرفت، یا همان‌طور که یوسیبوس قیصریه ادعا می‌کند، مادرش او را تشویق به گرویدن به ایمانی که خود پذیرفته بود، کرد، میان محققان اتفاق نظر وجود ندارد.
کنستانتین در بیشتر دوران سلطنت خود به عنوان امپراتور یگانه بر امپراتوری روم حکومت کرد. برخی از محققان ادعا می‌کنند که هدف اصلی او جلب رضایت و تسلیم یکپارچه در برابر اقتدار خود از همه طبقات بوده‌است و به همین دلیل او مسیحیت را برای انجام تبلیغات سیاسی خود انتخاب کرد و معتقد بود که این دین مناسب‌ترین دین است که می‌تواند با فرقه امپراتوری روم (حق الهی پادشاهان) سازگار باشد. با این وجود، در زمان سلسله کنستانتین، مسیحیت در سراسر امپراتوری گسترش یافت و عصر کلیسای دولتی امپراتوری روم را آغاز کرد. اینکه آیا کنستانتین صادقانه به به مسیحیت گروید یا به چندخداپرستی وفادار ماند، موضوع بحث است. در میان مورخان تغییر دین رسمی او در سال ۳۱۲ تقریباً در بین مورخان به رسمیت شناخته شده‌است، علیرغم اینکه ادعا می‌شد او تنها در بستر مرگ توسط اسقف آریایی یوسبیوس نیکومدیا در سال ۳۳۷ غسل تعمید داده شد. دلایل واقعی پشت آن ناشناخته باقی مانده و همچنین مورد بحث است.

## دلایل گسترش مسیحیت در امپراتوری روم
تأثیرگذارترین فرد در گسترش مسیحیت، شاگرد پولس رسول بود. او از این جهت جذاب است که ترکیبی از چند ویژگی اصلی فرهنگی آن زمان را داشت. او یک یونانی بود که تابعیت رومی داشت. او که در اصل یهودی بود، به مسیحیت گروید؛ بنابراین او ترکیبی از چند حرکت فرهنگی آن زمان را داشت. پس از تغییر دین، او به‌طور گسترده در اطراف دریای مدیترانه سفر کرد، مردم را موعظه کرد و سعی کرد آنها را به مسیحیت درآورد. ابتدا به شهرهای یونان رفت و از کنیسه دیدن کرد و با یهودیان دیگر به امید تغییر دین گفت و گو کرد اما پس از مدتی روش خود را تغییر داد و دامنه خطاب‌های خود را گسترده‌تر کرد. او با کشتی‌های باربری غلات رومی به بخش غربی امپراتوری سفر کرد. در هر شهری که می‌رسید، به هر کسی که مایل به شنیدن بود موعظه می‌کرد. این دامنه وسیع‌تر از مخاطبان منجر به جهش عظیمی در تعداد مسیحیان شد.
اولین پیروان عیسی پیام‌های او را به یهودیان و غیریهودیان در منطقه مدیترانه آموزش دادند. از آنجا، مسیحیت در سراسر امپراتوری روم گسترش یافت. این گسترش به دلایل زیادی اتفاق افتاد. شبکه ای از جاده‌ها سفرهای طولانی مدت را نسبتاً ایمن و آسان کرده بود. مردمی که تحت حکومت روم زندگی می‌کردند به زبان لاتین یا یونانی صحبت می‌کردند. این امر باعث شد که مسیحیان بتوانند ایده‌های خود را به اشتراک بگذارند. یکی دیگر از دلایل گسترش مسیحیت جذابیت آن برای مردم بود. مسیحیان بر این باورند که افرادی که عیسی مسیح را می‌پذیرند با بخشش گناهان خود از عواقب خطای خود نجات خواهند یافت. پس از مرگ آنها به بهشت خواهند رفت و روزی مانند عیسی زنده خواهند شد. مسیحیت وعده زندگی بهتر پس از مرگ را داد. این به مردم امید داد، کاری که دین رومی هرگز نمی‌توانست انجام دهد. مسیحیان تعلیم دادند که اگر مسیحی شوند گناهان مردم بخشیده می‌شود. بسیاری از یهودیان این پیام را نپذیرفتند، اما بسیاری از چندخداپرستان به ایده نجات مسیحی پاسخ دادند. جوامع مسیحی نیز به نیازهای اعضای خود رسیدگی می‌کردند.